# ویلو ریلیان
ویلو ریلیان (استونیایی: Villu Reiljan؛ زادهٔ ۲۳ مهٔ ۱۹۵۳) سیاستمدار و نماینده سابق مجلس اهل استونی است.